# Gnathorhynchidae
Famille
Les Gnathorhynchidae sont une famille de vers plats aquatiques de l'ordre des Rhabdocoela (infra-ordre des Eukalyptorhynchia  et sous-ordre des Kalyptorhynchia).

## Systématique
Le nom valide complet (avec auteur) de ce taxon est Gnathorhynchidae Meixner, 1929.

### Liste des genres
Selon la base de données World Register of Marine Species (28 décembre 2023), la famille des Gnathorhynchidae regroupe les genres suivants :
- Ancistrorhynchus L'Hardy, 1963
- Drepanorhynchides L'Hardy, 1964
- Gnathorhynchus Meixner, 1929
- Neognathorhynchus Karling, 1956
- Odontorhynchus Karling, 1947
- Orbiculorhynchus Noldt, 1989
- Paragnathorhynchus Meixner, 1938
- Prognathorhynchus Meixner, 1929
- Psittacorhynchus Den Hartog, 1968
- Pterognathus Evdonin, 1977
- Smithsoniarhynches Hochberg, 2004
- Uncinorhynchus Karling, 1947

### Synonymes, renommages
Le genre Carcharodognathus Evdonin, 1977 est synonyme de Paragnathorhynchus Meixner, 1938 (pour les vers identifiés comme Paragnathorhynchus subterraneus par Karling en 1983).
Le genre Drepanorhynchus L'Hardy, 1963 est renommé en Drepanorhynchides L'Hardy, 1964. Le nom de genre était déjà utilisé pour le genre d'oiseau Drepanorhynchus Fisher & Reichenow, 1884.
Le genre Psittorhynchus Den Hartog, 1966 est Psittacorhynchus Den Hartog, 1968. Psittorhynchus est un nomen nudum, décrit plus tard comme Psittacorhynchus verweyi par Den Hartog en 1968.

### Publication originale
(de) Josef Meixner, « Morphologische-oekologische Studien an neuen Turbellarian aus dem Meeressande der Kieler Bucht », Zeitschrift fuer Morphologie und Oekologie der Tiere, vol. 14, 1929, pp. 765-791 lire